# Josida Sóin
Josida Sóin (japánul: 吉田 松陰, Hepburn-átírással: Yoshida Shōin) (1830. szeptember 20. – 1859. november 21.) a japán szonnó dzsói mozgalom egyik eszmei, de indulati megalapozója is, szenvedélyes hazafi, tudós, író, katonai szakértő. Mivel az Edo-bakufu házi őrizetbe helyezte, amiért Perry zászlóshajóján nyugatra akart szökni, s mivel maga is csósúi volt, tanítványul maga köré gyűjtött néhány ottani fiatal szamurájt, akik később a Meidzsi-restauráció (1868) vezéregyéniségei lettek (Itó Hirobumi, Jamagata Aritomo stb.). Egy sóguni főhivatalnok elleni merényletkísérletéért kivégezték. Robert Louis Stevenson megindító tanulmányt írt róla 1880-ban Yoshida-Torajiro címmel.

## Főbb művei
- Kókokusi (1858, ’Egy hős vágyai’)
- Rjúkonroku (1858, ’Egy halhatatlan szellem története’)